# Ильин, Виталий Сергеевич
Вита́лий Серге́евич Ильи́н (21 декабря 1904, Джамбай, Российская империя — 27 марта 1976, Ленинград, РСФСР, СССР) — советский биохимик, академик АМН СССР (1966-76).

## Биография
Родился 21 декабря 1904 года в селе Джамбай (ныне Кудряшово в Курмангазинском районе Атырауской области Казахстана). После переезда в Ленинград окончил в 1926 году 1-й Ленинградский медицинский институт.
С 1933 по 1939 год работал в лаборатории физиологической химии Государственного естественно-научного института имени П. Ф. Лесгафта, одновременно с этим в Ленинградском институте переливания крови.
В 1940 году переехал в Душанбе, где с 1940 по 1945 год занимал должность заведующего кафедрой биохимии Таджикского медицинского института.
В 1945 году вернулся в Ленинград, где с 1945-по 1952 год занимал должность заведующего кафедрой биохимии Ленинградского стоматологического медицинского института. С 1952 по 1976 год возглавил отдел биохимии НИИ экспериментальной медицины АМН СССР, одновременно также возглавлял кафедру клинической биохимии Ленинградского ГИДУВа.

### Открытие
Виталий Ильин совместно с Г. В. Титовой открыл непосредственное воздействие инсулина, а также ряда нейрогипофизарных и стероидных гормонов на конформацию ферментных белков, и выделил гормон-ферментный комплекс — инсулин-гексокиназ. Открытый феномен и результаты связанных с ним исследований влияния инсулина на проницаемость клеточных мембран и синтез ферментов были положены в основу сформулированной В. С. Ильиным концепции унитарного действия инсулина на обмен веществ.

### Смерть
Скончался 27 марта 1976 года в Ленинграде. Похоронен на Богословском кладбище Санкт-Петербурга.

## Увековечение памяти
- В 2004 году Н. С. Парфёнова посвятила статью «Печень и нервная система» 100-летию со дня рождения Виталия Сергеевича Ильина[3].

## Научные работы
Основные научные работы посвящены выяснению механизмов гормональной и нервной регуляции энергетического обмена в тканях и причин её нарушений при патологических состояниях, а также ферментативных процессов в тканях животного организма. Автор 170 научных работ, руководитель свыше 40 докторских и кандидатских диссертаций.
- Установил влияние гормонов на конформацию ферментных белков.
- Впервые выделил фермент фибриногеазу, применяемый в клинике.

## Членство в обществах
- Вице-президент Всесоюзного биохимического общества (Ленинградское отделение) (1970-74).
- Заместитель редактора Журнала эволюционной биохимии и физиологии.
- Редактор БМЭ в разделах Химия (2-е издание) и Биохимия (3-е издание).

## Награды и премии
- Награждён орденом Трудового Красного Знамени и медалями[4].